# Otira affinis
Otira affinis là một loài nhện trong họ Amaurobiidae.
Loài này thuộc chi Otira. Otira affinis được Vernon Victor Hickman miêu tả năm 1981.